# Rupestrella dupotetii
Rupestrella dupotetii is een slakkensoort uit de familie van de Chondrinidae. De wetenschappelijke naam van de soort is voor het eerst geldig gepubliceerd in 1839 door Terver.